# Chalit Pookpasuk

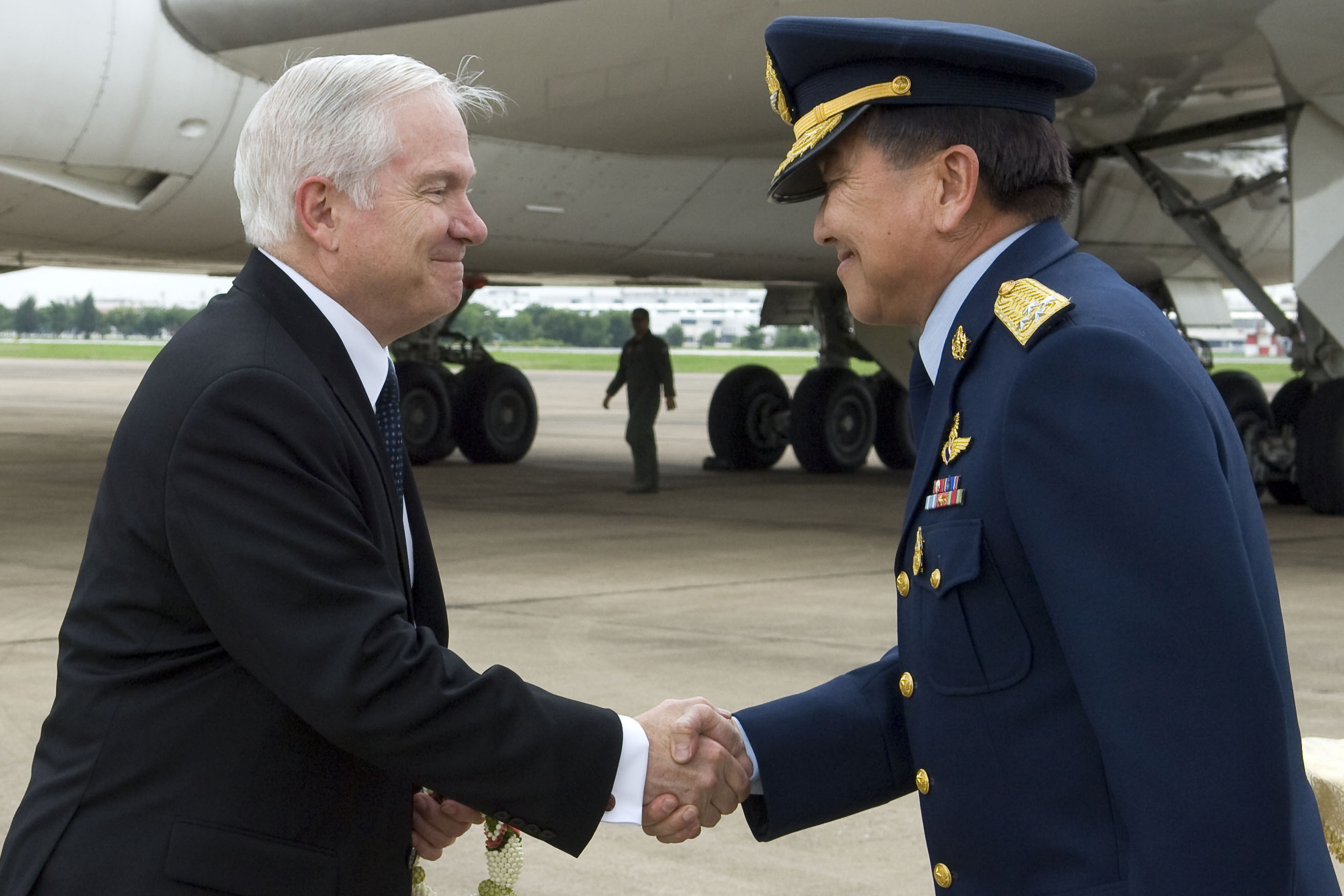
El Secretario de Defensa Robert Gates (izquierda) saluda a Chalit Pookpasuk (a la derecha).

El Mariscal en Jefe del Aire 'Chalit Pookpasuk' [en tailandés:ชลิต พุกผาสุก] (5 de abril de 1948) es un militar tailandés, Comandante de la Real Fuerza Aérea de Tailandia y fue el presidente del Consejo de Seguridad Nacional, la Junta Militar que derrocó al gobierno del primer ministro Thaksin Shinawatra en el golpe de Estado de 2006.
Se graduó de la Real Academia de la Fuerza Aérea de Tailandia. Antes de convertirse en Comandante de la Real Fuerza Aérea, fue jefe de Estado Mayor de la misma. Chalit Pookpasuk fue renuente en un principio a apoyar el golpe de Estado de 2006, de hecho, tropas del Real Ejército Tailandés rodearon la sede de la Fuerza Aérea en la noche del golpe para garantizar que Chalit Pookpasuk no opusiese resistencia.
No obstante, Chalit fue nombrado vicepresidente en el Consejo de Seguridad Nacional, órgano creado como Consejo para la Reforma Democrática después del golpe y que asumió el papel de Junta Militar- por el general Sonthi Boonyaratglin, líder golpista. Más tarde ocupó el puesto del propio Sonthi cuando este renunció el 1 de octubre de 2007 para dedicarse a la actividad política.
De acuerdo con la legislación tailandesa, Chalit Pookpasuk, en su calidad de Comandante de la Fuerza Aéerea, preside Thai Airways.